# Bükkmogyorósd
Bükkmogyorósd là một thị trấn thuộc hạt Borsod-Abaúj-Zemplén, Hungary. Thị trấn này có diện tích 9,9 km², dân số năm 2010 là 134 người, mật độ 14 người/km².